# スズ
スズ（錫、英: Tin、仏：étain、独: Zinn）とは、典型元素の中の炭素族元素に分類される金属で、原子番号50の元素である。元素記号は Sn。

## 語源
元素記号のSnは、ラテン語のstannumに由来する。元来この単語は銀と鉛の合金を意味していたが、4世紀にはスズを意味するようになった。それ以前にはスズのことはplumbum candidum（白い鉛）と呼んでいた。Stannumは、ロマンシュ語やケルト語においてスズを意味する語の語源であるstāgnumに由来しているものと見られる。stannumおよびstāgnumの起源は不明であるが、印欧語以前のものである可能性が指摘されている。
『マイヤー百科事典』では、stannumはコーンウォール語（の祖語）のsteanに由来するものであるとし、紀元後の最初の数世紀においてコーンウォールがスズの主な産地であったことをその根拠としている。
英語のtinという語はゲルマン諸語の間で共有されており、再構されたゲルマン祖語の*tin-omにまで遡ることができる。同源の語に、ドイツ語のZinn、スウェーデン語のtenn、オランダ語のtinがある。この語は、ゲルマン語からの借用（英語からアイルランド語に借用されたtinneなど）を除いて、他の印欧語には見られない。
中国語の錫という語は放浪語で、モン・ミエン語などいくつかの周辺言語にも借用されているが、詳細な起源は不明である。

## 字源
漢字の「錫」は、音を表す「易」と意味を示す「金」からなる形声文字である。なお、かつて会意文字や「会意形声文字」として解釈する説があったが、根拠のない憶測に基づく誤った分析である。
また「九錫」や「天錫」、中国や朝鮮半島の人名に使用される「錫」は「賜」の意味で金属のスズとは関係がない。

## 性質

### 物理的性質
スズは軟らかく展延性を有した結晶性の高い白銀色の金属である。金属スズに力をかけて変形させると、「スズ鳴き」と呼ばれる双晶変形による亀裂音を発する。第14族元素中で最も低い232 °Cの融点を持ち、粒径11 nmの微細粒子ではさらに低温（177 °C）で溶融する。
常温・常圧では展延性を有する正方晶のβスズ (beta-tin) 構造が安定であり、この状態の金属スズをβスズ（白色スズ）と言う。一方で、13.2 °C以下で安定なαスズは脆く灰色の非金属物質である。αスズはダイヤモンドやケイ素、ゲルマニウムなどに類似したダイヤモンド型結晶構造を取る。αスズは共有結合によって形成されているため自由電子を持たず、金属的な性質を有さない。αスズには一般的な用途は無いが、いくつかの特殊な半導体用途に用いられる。スズにはさらに2つの同素体があり、161 °C以上の温度ではγスズ、数GPa以上の高圧下ではσスズとなる。
一般に流通している金属スズの純度は99.8%であり、不純物として少量のビスマス、アンチモン、鉛および銀が含まれている。これらの不純物元素はβスズがαスズへと転移するのを抑制する働きがある。また、銅、アンチモン、ビスマス、カドミウム、銀などと合金を形成し、スズの硬度を向上させる。スズは硬く脆い金属間化合物相を容易に形成する傾向があり、それらはしばしば望ましくないものとされる。スズは一般的な金属と比べて固溶体を形成する範囲が狭く、スズに対して高い固溶度を示す元素はほとんど無い。一方でビスマス、ガリウム、鉛、タリウム、亜鉛との間では単純共晶系を示す。
超伝導転移温度は3.72Kである。超伝導スズは超伝導の研究において最も初期に発見された超伝導体の一つであり、超伝導体の持つ性質の一つであるマイスナー効果も超伝導スズから発見された。

#### 同素変態
スズには常温に近い温度にβスズとαスズの転移点が存在する。αスズへの転移では展性が失われ、同時に大幅に体積が増加する。この転移温度は13.2 °Cであるが、アルミニウムや亜鉛などの不純物が含まれると転移温度は0 °Cを下回る。通常の温度範囲では不純物などの影響によりこの転移はほとんど進まないが、極地方のような酷寒の環境では転移が進行する場合があり、スズ製品が膨らんでぼろぼろになってしまう現象が生じる。この現象はスズ製品の一部分から始まりやがて全体に広がるため、伝染病に喩えてスズペストと呼ばれる。アンチモンやビスマスを添加することで同素変態を防ぎスズの耐久性を向上させることができる。
スズに限らず金属にはこういった、温度や圧力に応じて結晶構造が変わる同素変態をみせるものがある。スズではこの同素変態によってその物性が大きく変化する。βスズからαスズには熱力学的には13.2 °Cで変態するが、実際に反応が進行するのは−10 °Cの低温領域からであり、−45 °Cでその反応速度は最大になるが、それでも1 mm進むのに約500時間も掛かる。スズは結晶構造の違いによってさらに161 °C以上でのγスズがあり、これらの異なる単体は同素体と呼ばれ、変態する温度は変態点と呼ばれる。

### 化学的性質
スズは両性を示し酸ともアルカリとも反応するが、中性領域においてはある程度の耐食性を示す。濃硝酸に対しては加水分解により不溶性の二酸化スズ水和物を形成して沈殿を生じる。アルカリとの反応では対応するスズ酸塩を形成する。
スズは通常+2価および+4価の酸化数を取る。+2価のスズ化合物はイオン結合性の強い物質で還元性を有しており、+4価のスズ化合物は共有結合性の強い物質である。単原子イオンのSn4+は存在しないと考えられており、+4価のスズイオンはSn(OH)62-やSnCl62-等の錯イオンの形で存在している。第14族元素は軽い元素ほど+4価が安定で、重い元素になるほど+2価が安定となる周期性を有しており、その周期性を反映して+2価のスズは比較的安定であるが、それでも+2価のスズイオンは容易に空気酸化を受けて+4価に酸化される。また、+3価の化合物としては、Sn[(Me3Si)2N]3のような配位化合物が知られている。通常スズの+3価の化合物は不安定で単離が困難だが、この化合物は分子サイズの大きな配位子に囲まれていることによる立体障害の大きさに守られているため、数ヶ月から1年程度は安定に存在できる。Sn3F8のような化合物は形式的には+2.7価であるが、これは2個のSnF2と1個のSnF4からなる混合原子価化合物である。
スズは他の第14族元素と同様にカテネーションを起こすことが知られており、例えばアンモニア中でアルカリ金属元素と反応してNa2Sn5のようなスズクラスター構造を含む化合物を形成する。また有機金属化合物ではスズが直鎖もしくは環状にカテネーションした化合物が多く存在しており、例えば[Sn(CH3)2]nではn=12から20のスズの直鎖構造を持ち、(C2H5)2Snはスズが環状にカテネーションした6量体や9量体の構造を取る。

## 毒性
スズは金属や酸化物、塩類といった無機化合物の形では毒性が低いため食器や缶詰など広範囲に渡って利用されているが、缶詰内側の腐食などによって高濃度に無機スズが溶出した食品を摂取することによる急性中毒も発生している。急性毒性の症状としては吐き気、嘔吐、下痢などがみられる。例えば、日本の食品衛生法ではスズの濃度は150 ppm以下とするよう定められており、英国食品基準局では缶詰食品中のスズ濃度の上限を200 ppmとしている。この要因の多くは、何らかの理由で缶の錫メッキが腐食を起こして溶出したり、土壌に施した硝酸肥料により作物（主に根菜など）に高濃度の硝酸塩が含まれていたことによる。
2002年に英国食品基準局が行った調査では、調査対象となった食品の缶詰のうち99.5 %がスズの含有量の上限値を下回っており、基準値を超えていた缶詰に関しては販売差し止め措置が取られている。2003年のBlundenの報告では、過去25年間に100から200 ppmの濃度範囲ではスズの急性中毒の症例の報告がないことから、スズの急性中毒の閾値は200 ppmであることが示唆されるという見解が示されている。また、長期間酸化スズの粉塵に曝される環境では肺が冒されることがあり、錫肺症と呼ばれる。環境の整っていない時代には鉱山からの採掘の際に多くの労働者が肺を病んだ。
一方で、有機スズ化合物の毒性は無機スズ化合物の毒性よりもはるかに高く、その毒性は有機基によって異なるもののいくつかの有機スズ化合物はシアン化物と同程度の非常に強い毒性を有するものもある。トリブチルスズ誘導体 (TBT)は船底に貝が付着することを効果的に防止する塗料として広く用いられていたが、1970年代以降内分泌攪乱化学物質としての作用や海洋生物に対する蓄積毒性などTBTの毒性が知られ始め、1982年にフランス政府がTBTを含む塗料を小型ボートに使用することを禁止したのをはじめとして各国で規制されるようになっていった。例えば日本では化学物質の審査及び製造等の規制に関する法律（化審法）によって第一種特定化学物質としてビス（トリブチルスズ）オキシドが規制対象となっており、トリフェニルスズ誘導体やトリブチルスズ誘導体も第二種特定化学物質として規制対象となっている。2001年には全ての船舶に有機スズ化合物を含んだ塗料の使用を禁止する船舶の有害な防汚方法の規則に関する国際条約 (IMO条約)が国際海事機関によって採択され、2008年に25か国が批准したことによって発効した。また、TBTは2009年にロッテルダム条約（国際貿易の対象となる特定の有害な化学物質及び駆除剤についての事前のかつ情報に基づく同意の手続に関するロッテルダム条約、PIC条約）の規制対象物質リストである附属書IIIに追加され、TBTの国際貿易を行うには500 ppm以下の非意図的混入を除いて輸出申請を行わなければならないことが義務付けられている。

## スズ鳴き

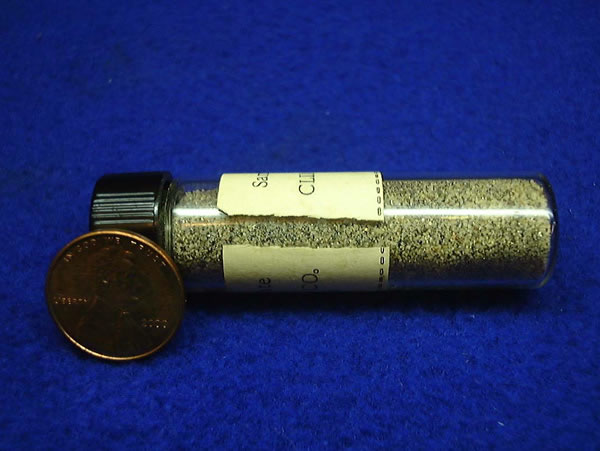
スズ鉱石

金属スズを曲げると、結晶構造が変化することによりスズ鳴き (tin cry) と呼ばれる独特の音がする。同様の現象は、ニオブやインジウムでも見られる。
体心正方晶格子である白色スズの結晶に力を加えて変形させると、「カリッ」と音を出して金属結晶が塑性変形して内部結晶が双晶に変化する。この双晶は変形双晶や機械的双晶と呼ばれ、冷間加工後に焼きなましされた時に作られる焼きなまし双晶と区別される。

## 同位体
スズには安定同位体の種類が比較的多い。これは、スズの陽子の数が魔法数の1つである50だからだと説明されている。

## 化合物
- 塩化スズ (SnCl2, SnCl4)
- 酸化スズ - 下記の3つが存在する。
  - 酸化スズ(II) (SnO)
  - 酸化スズ(IV) (SnO2) - 金属酸化物としては比較的高い導電性を持つ。
  - 酸化スズ(VI) (SnO3)
- 硫化スズ (SnS, SnS2)
- フッ化スズ(SnF2,SnF4)
- 臭化スズ(SnBr2,SnBr4)
- ヨウ化スズ(SnI2,SnI4)
- 有機スズ化合物（内分泌攪乱化学物質#研究の現状 も参照）

## 用途
スズは鉄などと比較すると融点が低いため比較的加工しやすい金属材料として、また鉛などと比較すると害が少ない比較的扱いやすい金属材料として、スズ単体、または、合金の成分として古来から広く用いられてきた。

### 合金
合金にすることで軟金属を硬くしたり、融点を下げてより加工性を良くする等の作用がある。スズを含む合金としては、鉛との合金であるはんだ（最近は鉛フリーのはんだもある）、銅との合金である青銅が代表的である。青銅の一種である砲金は靱性に富むため、1450年ごろからそれまで鋳鉄製だった大砲がこれで鋳造され、砲金の名もここからきている。この青銅製への変換によって大砲は安定性を獲得し、1520年ごろには大砲は完全に青銅製のものとなった。大砲はやがてふたたび鉄製に移行したが、砲金は現代においても機械の軸受けなどに広く使用される。
パイプオルガンのパイプもスズを主とした合金である。鉛は単体では金属素材として軟すぎるため、スズ等を加えて硬くした活字合金や硬鉛として利用されることが多い。
中世ヨーロッパでは、スズを主成分とする合金であるピューター（しろめ）が、銀食器に次ぐ高級食器に使われた。スズを大量に産出するマレーシアでは、19世紀からピューターで作った食器や花器、その他の工芸品が作られ、国を代表する特産品になっており、ロイヤルセランゴール社などの製品が各国に輸出されている。19世紀から20世紀前半にかけてのヨーロッパでは、スズで作られた男児用の玩具であるスズの兵隊が生産され、現代ではコレクターによって収集されている。全米フィギュアスケート選手権では4位の選手にピューター（錫合金）メダルを授与する。
時報として鳴らすベルや、仏教で使われる仏具のひとつ鈴の製造材料としても使われている。非常に安定した材質であるため、昔から存在するベルや鈴も現役で使われている。
このほか、軸受に用いられるバビットメタル（銅およびアンチモンとの合金）、ウッド合金やガリンスタンのような一連の低融点合金などがある。

### 金属スズ
スズ単体についても、錆びず適度な硬さがあり加工もしやすいため、食器などの日用品や、展延性の良さを活かしたスズ箔（これを紙と貼り合わせた銀紙）として、20世紀にアルミニウムが普及するまで広く用いられてきた。絵具などのチューブも元は錫で作られていた。安価で錆びにくい金属食器としての地位は軽量・頑丈で熱に強いアルミ材に置き換わったが、手工芸による加工に適していることや懐古調趣味でスズも錫箔や銀紙を含む食器材料として一定の需要がある。

#### 原子炉冷却材
液体金属冷却炉#スズ

### メッキ
近代の用途としてまず最初に開発されたのはβスズを鋼板に被覆したブリキであり、亜鉛を同じく鋼板に被覆したトタンとともに錆びやすい鋼板の大量使用への道を開き、缶詰や玩具の材料として広く使用された。
なお、スズには毒性（後述）があるため、食品衛生法により缶詰中に含まれる（溶出する）上限値が定められている。1969年には、上限値以上のスズが含まれるトマトジュースが流通して食中毒が起きたことがある。
第二次世界大戦以前のスズの生産地は、南アメリカや東南アジアなど政情が不安定な地域に限られていた。戦争中にスズの入手難に陥ったアメリカ合衆国は、電気メッキ法の改良よりブリキ製造に用いるスズの使用量を低減させることに成功。戦後、安価な製品を大量生産する道を拓いた。

### その他
インジウムとスズの酸化物 (ITO) は液晶ディスプレイ・有機ELの電極として用いられるほか、熱線カットガラスとして乗用車のフロントガラスなどの表面に用いられる。また、融点が低いことを利用してフロートガラスの製造にも使われている。
有機スズ化合物は塩化ビニールなどの安定剤などに広く使用される。

### 日本での用途
日本には、スズそのものの加工品としては奈良時代後期に茶とともに持ち込まれた可能性が高い。今でいう茶壷、茶托などと推測される。金属スズは比較的毒性が低く、酸化や腐食に強いため、主に飲食器として重宝された。現在でも、大陸喫茶文化の流れを汲む煎茶道ではスズの器物が用いられることが多い。日本独自のものには、神社で用いられる瓶子（へいし、御神酒徳利）、水玉、高杯などの神具がある。いずれも京都を中心として製法が発展し、全国へ広まった。それまでの特権階級のものから、江戸時代には町民階級にも慣れ親しまれ、酒器、中でも特に注器としてもてはやされた。落語『御神酒徳利』の語りの発端となる御神酒徳利は、スズ製という設定である。京都、大阪（大阪浪華錫器）、鹿児島（薩摩錫器）に、伝統的な錫工芸品が今も残る。近年では日本酒用以外にビアマグやタンブラーなどもつくられるようになった。また、一部の比較的高級な飲食店では日本酒の燗に、こだわりとして高価であるスズ製ちろりを使用するところがある。科学的には定かではないが、錫製品は水を浄化し雑味が取り除かれ、酒がまろやかになると言われている。近年では、錫の軟らかい性質を利用した錫製品や作品が、富山県を中心に製造されている。他にも第二次世界大戦中にチャフとして使われた。

### 用途別使用量
上記用途のうちでもっとも重要な用途ははんだの製造であり、スズ年間使用量の約45%を占める。次いで約20%がスズめっき（ブリキなど）に使用される。3番目の用途は塩化ビニールなどの安定剤などに使用する化合物としての使用であり、この用途に約15%が使用される。残り20%が各種合金やガラス製造、スズ工芸品などその他の用途に使用される分である。

用途の例
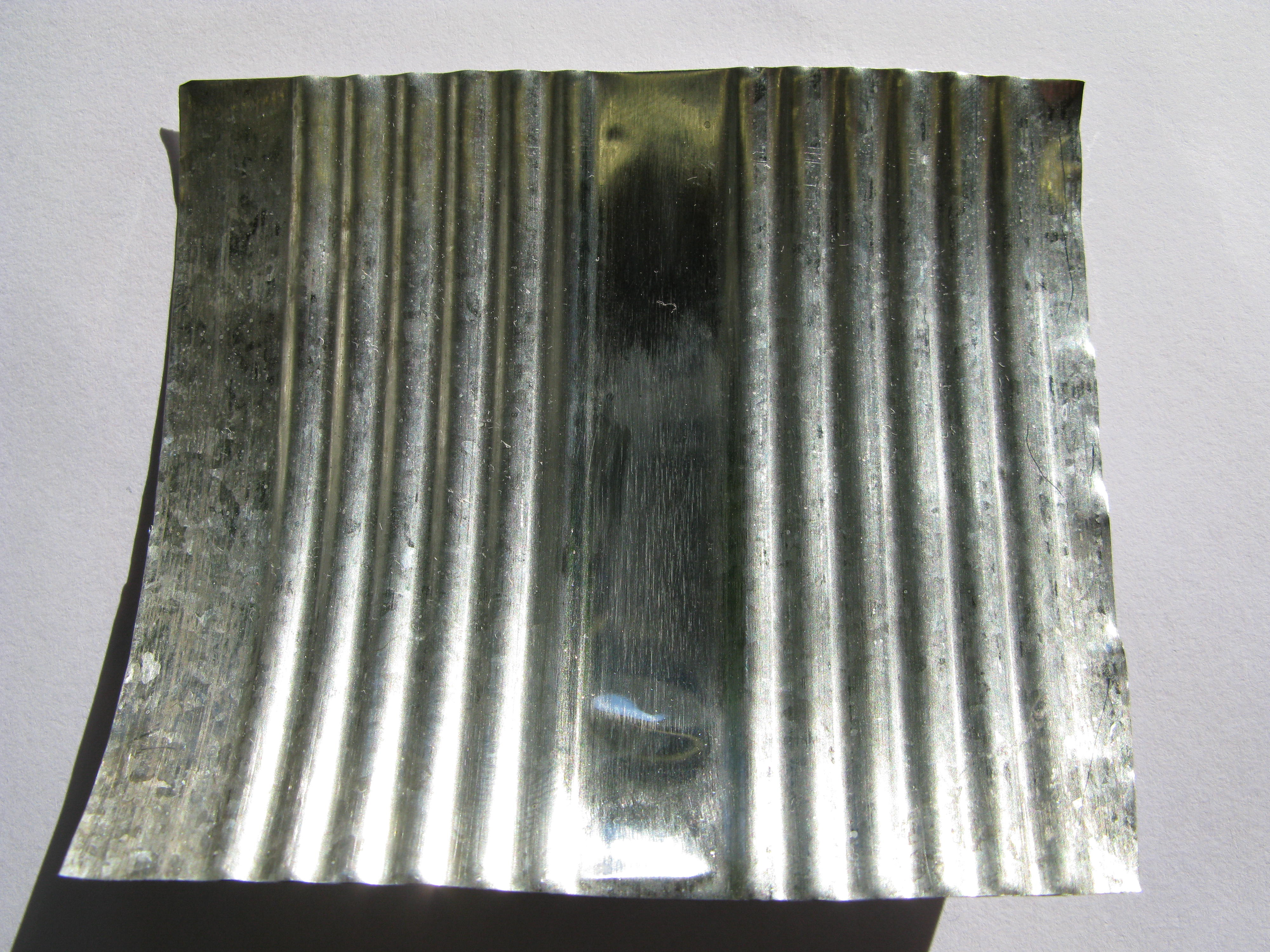
錫鍍金した缶詰の鋼板
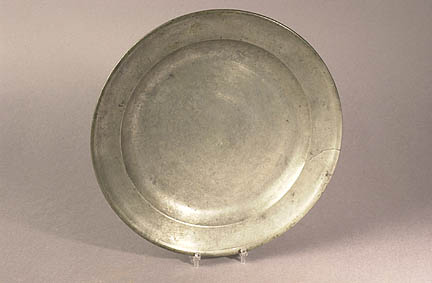
ピューターの皿
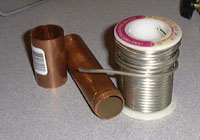
はんだ

## スズ鉱石
スズは、錫石（すずいし）などに含まれている。比較的精錬や加工のしやすい金属として、古くから用いられてきた。青銅器などの材料として有名である。
スズの重要な鉱石鉱物は、錫石 (SnO2) であり、スズ鉱石の4分の3を占めている。主に石英との鉱石フォーメーションとして産する。鉱滓からはタンタルを回収できる。錫石は比重の大きなスズと比重の小さい石英を主体としており、また浮遊選鉱になじまないため、古い選鉱法である比重選鉱法（鉱石の載ったテーブル上に水を流し込み、振動させて比重の差により分離する）が主に使用される。風化に強いため、砂鉱の砂錫としても産出する。また、硫化物からなる黄錫鉱（Cu2FeSnS4)もおもな鉱石のひとつである。

## 生産
| インドネシア     | 117 500 |
| 中国             | 114 300 |
| ペルー           | 38 470  |
| ボリビア         | 17 669  |
| ブラジル         | 9 528   |
| コンゴ民主共和国 | 7 200   |
| ロシア           | 5 000   |
| ベトナム         | 3 500   |
| マレーシア       | 2 398   |
| 世界計           | 321 000 |

| 年   | 100万トン |
| ---- | --------- |
| 1965 | 4,265     |
| 1970 | 3,930     |
| 1975 | 9,060     |
| 1980 | 9,100     |
| 1985 | 3,060     |
| 1990 | 7,100     |
| 2000 | 7,100     |
| 2010 | 5,200     |

| 国             | 埋蔵量    |
| -------------- | --------- |
| 中国           | 1,500,000 |
| マレーシア     | 250,000   |
| ペルー         | 310,000   |
| インドネシア   | 800,000   |
| ブラジル       | 590,000   |
| ボリビア       | 400,000   |
| ロシア         | 350,000   |
| オーストラリア | 180,000   |
| タイ           | 170,000   |
| その他の国     | 180,000   |
| 総計           | 4,800,000 |

| 社名                   | 国           | 2006年 | 2007年 | %増減 |
| ---------------------- | ------------ | ------ | ------ | ----- |
| 雲南錫業               | 中国         | 52,339 | 61,129 | 16.7  |
| ティマ社               | インドネシア | 44,689 | 58,325 | 30.5  |
| Minsur                 | ペルー       | 40,977 | 35,940 | −12.3 |
| Malay                  | 中国         | 52,339 | 61,129 | 16.7  |
| Malaysia Smelting Corp | マレーシア   | 22,850 | 25,471 | 11.5  |
| Thaisarco              | タイ         | 27,828 | 19,826 | −28.8 |
| 雲南乗風               | 中国         | 21,765 | 18,000 | −17.8 |
| Liuzhou China Tin      | 中国         | 13,499 | 13,193 | −2.3  |
| EM Vinto               | ボリビア     | 11,804 | 9,448  | −20.0 |
| Gold Bell Group        | 中国         | 4,696  | 8,000  | 70.9  |

| 国               | 鉱山生産量 | 精錬所生産量 |
| ---------------- | ---------- | ------------ |
| インドネシア     | 117,500    | 80,933       |
| 中国             | 114,300    | 129,400      |
| ペルー           | 38,470     | 40,495       |
| ボリビア         | 17,669     | 13,500       |
| タイ             | 225        | 27,540       |
| マレーシア       | 2,398      | 23,000       |
| ベルギー         | 0          | 8,000        |
| ロシア           | 5,000      | 5,500        |
| コンゴ民主共和国 | 15,000     | 0            |

スズの鉱床は漂砂鉱床と鉱脈とに大別され、東南アジアにおいては漂砂鉱床が、南アメリカのアンデス山脈においては鉱脈が主流である。2006年度の鉱山からの世界生産量は321000トンである。2006年度において最もスズの産出量が多い国はインドネシアであり、117500トンにのぼる。これに次ぐのが中国であり、114300トンを産出している。これ以外の国の産出量は上位2国に比べると生産量はずっと少なく、3位のペルーでも38470トンと半分以下になる。以下、産出量はボリビア、ブラジル、コンゴ民主共和国、ロシア、ベトナム、マレーシアと続く。こののち、2010年にはスズの最大生産国は中国となり、インドネシアはスズ鉱石・スズ精鉱ともに世界2位の生産量となった。スズは埋蔵量に比べて消費量が多い金属の1つであり、可採埋蔵量は18年（2007年）にすぎないが、スズは未探査区域の多い鉱物であり、その推定埋蔵が見込まれるため実際の枯渇はそれより後になると考えられている。また、スズはリサイクルが盛んであり、鉱山からの産出32万トンのほかに、リサイクルからの供給が14000トンほど存在する。スズ鉱石は必ずしも生産国で精錬されるわけではなく、ベルギーのようにまったく国内にスズを産しないにもかかわらず精錬量の多い国や、逆にコンゴ民主共和国のように多量のスズ鉱石を産出しながらまったく国内で精錬の行われない国も存在する。スズ生産企業としては、中国の雲南錫業やインドネシアの国営スズ鉱山企業であるティマ社などが大きい。
日本においてはかつて兵庫県の明延鉱山などで盛んに産出されたが、現在ではスズ鉱山のほとんどは閉山し産出はわずかである。2008年には日本のスズ輸入量は33659トンであったが、このほかに日本国内に流通するブリキやハンダの多くはリサイクルに回されるため、この回収された分の国内生産量が879トン存在する。

## 歴史
スズは融点が低く、また主要鉱石である錫石からの精練が容易であるため、人類史においてもっとも早くから使用され始めた金属の一つである。当初の主な用途は銅との合金である青銅を製造することであり、紀元前3000年頃にメソポタミアにおいて初めて青銅が開発されたことによって銅の硬度不足が大幅に改善され、人類は石器時代から青銅器時代へと移行した。ただしスズは地域的に非常に偏在している鉱物であり、現代においても一部地域に鉱山が集中する傾向がある。このため、スズを発見できなかった地域においては石器時代が長く続くことも稀ではなかった。日本においては青銅の製法は鉄と同時に伝えられたために青銅器時代が存在せず、また新大陸においても青銅の発見が遅れたために、スペイン人が新大陸に到達した時点において青銅は装飾品としての利用に限られていた。
古くから世界有数（少なくともヨーロッパ最大）のスズの産地だったのは、イギリスのコーンウォールである。この地域のスズ鉱山はフェニキア人が初めて開発したと言われ、各地に盛んにスズを輸出していた。コーンウォールに隣接するデヴォン州においては、スズの地金を積んだ青銅器時代の難破船が発見されており、この時期すでに盛んにスズ交易が行われていたことをうかがわせる。この航路を握っていたフェニキア人国家であるカルタゴの崩壊後はローマ人がこの交易を握り、やがて43年のクラウディウス帝の遠征によってコーンウォールはローマ帝国領のブリタンニアとなり、帝国崩壊後も中世・近世にかけて、イギリスはヨーロッパ中にスズを輸出していた。しかし産業革命により、とくに1810年にイギリスのピーター・デュラントによって缶詰が開発されブリキ製造用のスズの需要が急増すると、コーンウォールのスズでは不足するようになり、産出量も1871年を最後に減少するようになった。それ以降も1890年代までは世界有数の産地であり続けたが、他産地との競合に敗れて1900年代にはシェアが大幅に下落した。
それに代わって世界最大のスズ産出国となったのがマレーシアである。マレー半島は古くからスズの産地として知られていたが、イギリスの植民地時代に資源開発が進み、1972年の7700トン/年をピークに減少に転じたものの、1985年までは世界の約4分の1のシェアを占めていた。マレーにおけるスズの主産地はキンタ渓谷からクラン渓谷にかけての一帯であり、この錫鉱山地帯の中心となったイポーは1900年代に入り急速に発展した。この時期、スズが国家経済において重要な地位を占めたもう一つの国はボリビアである。ボリビアのスズ開発は1880年代に始まり、当時同国の主要輸出品であった銀の退潮と時を同じくして生産は急増していった。このスズの増産は民族資本によって行われたものであり、オルロ近郊にあるワヌニ鉱山の開発によって世界有数の大富豪と呼ばれたシモン・パティーニョのパティーニョ財閥をはじめとし、カルロス・ビクトル・アラマヨのアラマヨ財閥とマウリシオ・ホッホチルドのホッホチルド財閥を含めた3大財閥が生産の大部分を独占していた。これらの新興財閥はラパス市に本拠を置く自由党と結びつき、1899年には銀鉱山主と結びつきスクレ市を基盤とする保守党の政権を打倒した。これはボリビア連邦革命と呼ばれ、これによってボリビアの首都はスクレからスズ鉱山主の本拠地であるラパス市に事実上移動した。その後はさらにボリビアのスズ生産は増加し、1902年には銀の輸出額を抜き、1913年には同国の輸出の70%を占めるようになり、「スズの世紀」とも呼ばれる時期を現出した。この好況期は1929年の大恐慌によって終息するが、その後も1980年代に至るまでの100年以上もの間、スズはボリビア経済の柱となっていた。
こうしたスズ生産を統括するため、1956年には国際スズ協定が採択された。この協定は価格維持と生産安定を主眼に置いたもので、下部機関の国際スズ理事会によって輸出割り当てや需給調整が行われていた。このシステムは1976年頃までは有効に機能したが、しかしその後はオイルショックによる資源全般高に引っ張られたスズの価格高騰と、それに反比例する消費の低迷によってこの協定は揺らぎ始めた。また、この協定は生産国と消費国がともに加盟するものであったため、生産国のための機関として1983年、スズ生産国同盟がマレーシアを中心として結成された。さらに1982年に第6次協定が締結されたが、これには大生産国のボリビアやアメリカ、ソビエト連邦の3か国が参加しなかったため、市場支配力が80%から53%にまで激減したことも、この体制の動揺を加速させた。そして1985年、国際スズ市場が暴落したため国際スズ理事会が機能を停止し、それを受けてロンドン金属取引所（LME）でのスズが取引停止となり、世界中のスズ取引が停止してしまった。錫危機である。これによって国際スズ協定の価格維持策は完全に崩壊した。
このためにマレーシアのスズ鉱業は壊滅的な打撃を受け、翌1986年には産出量は半減し、その後も市場の混乱や資源枯渇による衰退が続き、現在は主要でない産出国の一つにすぎない。またボリビアも、1952年のボリビア革命によって3大財閥のスズ鉱山が接収されて国有化されたのちは、非効率な経営によって生産の減退が続き、1986年に国有企業のボリビア鉱山公社が解散した後でも生産の伸びはみられず、生産量は世界第4位にまで落ち込んでいる。
これに代わってスズ生産を伸ばし大生産国に躍り出たのは、インドネシアと中国だった。インドネシアは19世紀末のオランダ領インドネシア時代にバンカ島とブリトゥン島（ビリトン島）でのスズ開発が始まって以来のスズの生産国の一つである。このうちビリトン島で1860年にスズの採掘を始めたビリトン社は、やがてオランダ領スリナムのボーキサイト採掘など非鉄金属鉱山全般に業務を拡大し、やがて2001年にオーストラリアのBHP社と合併して世界最大の資源企業であるBHPビリトン（現在はBHPグループ）となった。この両島でのスズ採掘は現代ではインドネシア国営企業のティマ社が行っている。
スズの価格は上記のスズ危機以降低迷を続け、2002年頃まで低迷していたが、その後中国のスズ需要の急増などに伴って価格が急騰し、2007年には2002年の3倍以上の価格となった。
古くから用いられてきたことから錫（tin）を金属の代名詞とする言い回しも多い。例としては『tin fish（魚雷）』、『tin hat（軍用のヘルメット）』、『Tin Kincer（航空事故の調査官）』などである。